# Шоборово
Шоборово — деревня в Кадуйском районе Вологодской области.
Входит в состав сельского поселения Семизерье (до 2015 года входила в Мазское сельское поселение), с точки зрения административно-территориального деления — в Мазский сельсовет.
Расположена на левом берегу реки Колпь. Расстояние по автодороге до районного центра Кадуя — 54 км, до центра сельсовета деревни Маза — 11 км. Ближайшие населённые пункты — Верхний Двор, Заэрап, Ширьево.
По переписи 2002 года население — 19 человек.